# لويزا بارنز برات
لويزا بارنز برات (بالإنجليزية: Louisa Barnes Pratt)‏ هي مبشرة أمريكية، ولدت في 1802 في Warwick, Massachusetts ‏ في الولايات المتحدة، وتوفيت في 1880 في بيفر في الولايات المتحدة.